# Зёльтль, Иоганн Михаэль
Иоганн Михаэль Зёльтль (нем. Johann Michael von Söltl; 19 апреля 1797 — 14 марта 1888) — немецкий историк, профессор Мюнхенского университета.

## Биография
Иоганн Михаэль Зёльтль родился 19 апреля 1797 года в баварском городке Нойнбург-форм-Вальд.
Уже в 1819 году появились его «Poetische Versuche»; затем последовали «Heinrich VI, Kaiser und König der Deutschen» (1825), «С. J. Cäsar» (1826) и другие исторические произведения. Заявление архиепископа Мюнхенского, что Зельтль пишет не в духе католической церкви, заставило его временно прекратить свои лекции. Другие сочинения Зельтля: «Der Religionskrieg in Deutschland» (1842), «Vorträge über Beredsamkeit» (1869), «Aesthetik» (1872), «Konradin, ein Balladencyklus» (1848), «Dichtungen» (1855), «Gustav-Adolf» (1883), «Der Untersberg» (собрание настоящих и вымышленных легенд о Фридрихе Барбароссе, короле Максе I, о старом Фрице и др.). 
Будучи директором Баварского государственного архива, в 1886 Зельтль издал интересную коллекцию писем: «Ludwig I, König v. Baiern, und Graf v. Armensperg».
Иоганн Михаэль Зёльтль умер 14 марта 1888 года в городе Мюнхене.